# رباط‌های شاه عباسی
رباط‌های شاه عباسی مربوط به دوره صفوی است و در شهرستان فیروز کوه، بخش ارجمند، روستای کهریز واقع شده و این اثر در تاریخ ۷ مهر ۱۳۸۱ با شمارهٔ ثبت ۶۳۵۴ به‌عنوان یکی از آثار ملی ایران به ثبت رسیده است.